# Prêmio Bertha e Carl Benz
O Prêmio Bertha e Carl Benz (em alemão:  Bertha-und-Carl-Benz-Preis) é concedido a cada dois anos pela cidade de Mannheim.
O prêmio foi lançado em 2011, quando foi comemorado o 125º aniversário da concessão da patente do primeiro veículo automotor. É uma reminiscência do inventor Carl Benz, que projetou o primeiro automóvel em Mannheim, e sua mulher Bertha Benz, que fez a primeira viagem de longa distância com um automóvel. O prêmio homenageia pessoas, grupos ou organizações que trabalham para melhorar a mobilidade - especialmente para uma mobilidade mais ecológica, social ou mais simples. É dotado com 10 000 euros.

## Recipientes
- 2011: Shai Agassi, empresário de software israelense[2]
- 2013: José del. R. Millán, pesquisador espanhol[2]
- 2015: Jan Gehl, planejador urbano dinamarquês[2]
- 2017: World Bicycle Relief, projeto internacional para bicicletas de carga em países em desenvolvimento[2]
- 2019: Loujain Alhathloul, defensora saudita dos direitos das mulheres que fez campanha pelo levantamento da proibição de dirigir para mulheres na Arábia Saudita[3]
- 2021: Andreas Knie e Weert Canzler, pesquisadores alemães de mobilidade[4]